# El Alemán
El Alemán (Montevideo, 18 de febrero de 1982) es el seudónimo con el que se conoce a Gerardo Dorado, un músico, cantautor, profesor de música y guitarrista uruguayo.
De joven jugó al fútbol en la Institución Atlética Sud América.
Formó parte del grupo uruguayo Los Fatales.
Tuvo una destacada participación en el carnaval uruguayo en los años 1998 y 1999 participando en la murga La Peñarola, y 2000, 2001, 2003, 2005 y 2007 participando en Murga Falta y Resto. En 2006 Participa en Murga Acontramano y en 2007 comienza su carrera solista editando su primer álbum "Sistema". Se destacan sus canciones por tener un fuerte contenido político.  Continua participando en carnaval en murgas como La Gran Muñeca, Falta y Resto, Asaltantes con Patente y Murga Don Timoteo. En 2013 edita su álbum "Del Principio".

Tocó en países como Argentina, Chile, España y Estados Unidos, entre otros. 
Actuó en el Auditorio del Sodre. Se presentó en lugares como el Teatro Solís, el Teatro Galpón, entre otros. Siendo parte de los festivales Minas y Abril, Fiesta de la Vendimia y el Festival del Olimar, etc.

## Discografía
- 2010, Sistema
- 2013, Del principio
- 2015, El Alemán, Emiliano y el Zurdo en vivo.
- 2019, Construcciones

Son artistas de su banda: en guitarra Iván Garrone, en bajo Rodrigo Galván, en batería Ignacio Alonzo, voces Agustina Cáceres, Matías Bravo y Federico Marinari.

## Premios
Obtiene el primer premio de carnaval uruguayo con al murga Asaltantes con Patente en 2013 y Don Timoteo en 2014. Fue ternado como mejor voz del Carnaval 2014. También estuvo nominado y se presentó en 2014 en los Premios Graffiti.